# フサザクラ科
フサザクラ科（ふさざくらか、学名: Eupteleaceae）は双子葉植物の科。

## 属および種
フサザクラ属 (Euptelea) 1属からなる落葉高木で、日本の本州（主に秋田､宮城県以南）から九州に自生するフサザクラ（房桜、Euptelea polyandra）と、中国南部からアッサムに自生するEuptelea pleiosperma の、2種（および両者の人工的雑種）からなる。

## 特徴
花は両性で、花被はなく、多数の雌蕊と雄蕊からなる。フサザクラは3-4月頃、葉が出る前に開花し、紅色の雄蕊のやくが房状に垂れ下がって美しい。雌蕊はゴルフのクラブ状で雄蕊より短い。果実は偏平で周囲が翼状になり、風で飛ぶ。
葉の形は先端のとがった円形で不揃いな鋸歯があり、葉柄は長く互生する。
稚樹の耐陰性が弱い陽樹であり、他の樹木と競合の少ない急傾斜地に適応した特徴を持つ。その一つとして、主幹が土砂の移動などによって倒れても根が残りやすく、根元に生えている多くの萌芽枝に栄養を振り替えることで、萌芽枝が次代の主幹となって成長する萌芽再生の能力がある。また、重力によって主幹が水平方向に寝てしまうと、垂直方向に生えていた枝が主幹のように太くなり、垂直方向への成長を維持する。主幹の交代が終わると、それまで主幹だった幹は枯れて腐り落ちる。
APG植物分類体系ではキンポウゲ目に入れる。

## フサザクラ
フザザクラ（房桜・総桜、学名: Euptelea polyandra）は、フサザクラ科フサザクラ属の落葉高木。別名、タニザワともよばれる。和名フサザクラの由来は、短枝に花が房状につくのでこの名がついたと言われるが、サクラとは別のなかまである。
日本の本州（主に秋田・宮城県以南）、四国、九州に分布し、山地の谷沿いなどの湿気の多い落葉樹林に自生する。落葉広葉樹の高木で、樹高は大きなもので15メートルほどになる。樹皮は灰色から褐色で滑らかだが、点状の皮目が多く、成木ではそれらがつながって横長となる。枝は茶褐色でやや細く、毛はない。新枝は赤みを帯びる。
花期は早春（3 - 4月）。葉より先に暗紅色の花をつける。花の形は独特で、花弁も萼もなく、多数の雄蕊と雌蕊からなり垂れ下がる。雄蕊の葯は長さ6 - 7ミリメートルで、暗紅色でよく目立つ。
葉は互生し、長さ6 - 12センチメートルの広卵形で先端が尖り、葉縁に鋸歯がある。果期は9 - 11月。果実は翼果で、偏平な翼状で多数つき、風で飛ばされて飛散する。初冬まで長い柄のある翼果がついていることが多い。
冬芽は互生し、暗紫色で光沢がある芽鱗9 - 12枚に包まれる。花芽は丸みのある卵形で、葉芽は長卵形で花芽よりも小さい。葉痕は冬芽の周りを取り囲み、維管束痕は一列に並ぶ。